# Желтоводский городской совет
Желтоводский городской совет (укр. Жовтоводська міська рада) — административно-территориальная единица и соответствующий орган местной власти в составе Днепропетровской области Украины.
Административный центр городского совета находится в 
г. Жёлтые Воды
.

## Населённые пункты совета
- г. Жёлтые Воды
- с. Сухая Балка